# Усадище (Тосненский район)
Уса́дище — деревня в Тосненском городском поселении Тосненского района Ленинградской области.

## История
Деревня Усадище упоминается на карте Санкт-Петербургской губернии 1792 года А. М. Вильбрехта.

УСАДИЩЕ — деревня при реке Тосне, Сидоро-усадинского сельского общества, прихода села Марьина.

Дворов крестьянских — 26. Строений — 114, в том числе жилых — 37.

Число жителей по семейным спискам 1879 г.: 75 м. п., 68 ж. п.; по приходским сведениям 1879 г.: 72 м. п., 75 ж. п. 
 
Мелочная лавка. Жители занимаются пилкою и возкою дров и извозничеством. (1884 год)

В конце XIX — начале XX века деревня административно относилась к Марьинской волости 1-го стана 1-го земского участка Новгородского уезда Новгородской губернии.

УСАДИЩЕ — деревня Сидоро-Усадищского сельского общества, дворов — 45, жилых домов — 49, число жителей: 118 м. п., 102 ж. п. 

Занятия жителей — земледелие, лесные промыслы, отхожие промыслы. Часовня, мелочная лавка. (1907 год)

К 1913 году количество дворов в деревне Усадище уменьшилось до 30.
Согласно военно-топографической карте Петроградской и Новгородской губерний издания 1917 года деревня Усадище насчитывала 33 крестьянских двора.
С 1917 по 1927 год деревня Усадище входила в состав Любанской волости Новгородского уезда Новгородской губернии.
С 1927 года в составе Андриановского сельсовета Любанского района Ленинградской области.
В 1928 году население деревни Усадище составляло 227 человек.
С 1930 года в составе Тосненского района.
Деревня была освобождена от немецко-фашистских оккупантов 28 января 1944 года.
По данным 1933 года деревня Усадище входила в состав Андриановского сельсовета Тосненского района.

План деревни Усадище. 1939 год

Согласно топографической карте 1939 года деревня насчитывала 26 дворов.
С 1 сентября 1941 года по 31 декабря 1943 года деревня находилась в оккупации.
В 1958 году население деревни Усадище составляло 130 человек.
По данным 1966 и 1973 годов деревня Усадище находилась в составе Андриановского сельсовета.
По данным 1990 года деревня Усадище находилась в составе Тарасовского сельсовета.
В 1997 году в деревне Усадище Тарасовской волости проживали 40 человек, в 2002 году — 56 человек (все русские).
В 2007 году в деревне Усадище Тосненского ГП — 29 человек.

## География
Деревня расположена в центральной части района на автодороге 41К-882 (Ушаки — Гуммолово), к югу от центра поселения города Тосно.
Расстояние до административного центра поселения — 15 км.
Расстояние до ближайшей железнодорожной станции Ушаки — 12 км.
Деревня находится на правом берегу реки Тосна при впадении в неё реки Ушачка.

## Демография
| 2007 | 2010 | 2017 |
| ---- | ---- | ---- |
| 29   | ↗53  | ↘39  |